# سلطان الشمري (لاعب كرة قدم مواليد 1998)
سلطان داود الشمري لاعب كرة قدم سعودي.

## مسيرة اللاعب
لعب سابقاً في نادي الباطن ونادي النجوم ونادي عرعر ونادي القلعة.